# Anolis ferreus
Anolis ferreus (марі-галанський аноліс) — вид ігуаноподібних ящірок родини анолісових (Dactyloidae). Ендемік Гваделупи.

## Опис
Довжина самців (без врахування хвоста) становить 11,9 см, а самиць — 6,5 см. Верхня частина тіла жовто-зелена, голова сизо-сіра, навколо очей жовті кола. У самців на хвості є помітний гребінь.

## Поширення і екологія
Марі-галанські аноліси є ендеміками острова Марі-Галан в групі Малих Антильських островів. Також існують свідчення про інтродуковану популяцію на Флориді. Вони живуть в тропічних лісах, на плантаціях і в садах, трапляються поблизу людських поселень та на окраїнах мангрових лісів. Відкладають яйця.